# Туманов, Алексей Константинович
Алексей Константинович Туманов (1918—1975) — советский учёный и педагог в области судебно-медицинской экспертизы, доктор медицинских наук (1962), профессор (1963). Лауреат Премии АМН СССР имени Н. Ф. Гамалеи (1973).

## Биография
Родился 14 июня 1918 года в Москве.
С 1936 по 1941 год обучался в Первом Московском Медицинском институте.
С 1941 по 1945 год в рядах РККА, участник Великой Отечественной войны в качестве военного врача.
С 1945 по 1969 год на научно-исследовательской работе в Центральной судебно-медицинской лаборатории Министерства обороны СССР (ЦСМЛ МО СССР) в должностях врача судебно-медицинской экспертизы и заместителя руководителя этой лаборатории. С 1969 по 1975 год на научной работе в Научно-исследовательском институте судебной медицины Министерства здравоохранения СССР (НИИСМ МЗ СССР) в должности — заведующего биологическим отделом. С 1960 по 1975 год одновременно с научной занимался и педагогической работой в Академии МВД СССР в должности профессора кафедры судебной медицины
.

### Научно-педагогическая деятельность
Основная научно-педагогическая деятельность А. К. Туманова была связана с вопросами в области судебной медицины и судебно-медицинской экспертизы вещественных доказательств с использованием достижений биохимии, молекулярной генетики и иммунологии. А. К. Туманов являлся членом Правления Всесоюзного научного общества судебных медиков и членом редколлегии научно-медицинского журнала «Судебно-медицинская экспертиза».
В 1962 году защитил диссертацию на присвоение учёной степени доктор медицинских наук, в 1963 году ему было присвоено учёное звание профессор. Под руководством А. К. Туманова было написано более ста научных трудов, в том числе четырёх монографий. В 1973 году его книга «Наследственный полиморфизм изоантигенов и ферментов крови в норме и патологии» была удостоена премии АМН СССР имени Н. Ф. Гамалеи. Он являлся заместителем ответственного редактора редакционного отдела «Судебная медицина» Большой медицинской энциклопедии.
Скончался 16 декабря 1975 года в Москве, похоронен на Калитниковском кладбище.

## Награды
- Орден Отечественной войны 2-й степени
- два ордена Красной Звезды